# سيبيل كارمين
كارمن ريجينا ريفنس (بالإنجليزية: Carmen Regina Revnes)‏ (موليد 23 ديسمبر 1896- 14 أبريل 1929) والمعروفة باسم سيبيل كارمين (بالإنجليزية: Sybil Carmen)‏، كانت ممثلة وراقصة أمريكية.

## روابط خارجية
- سيبيل كارمين على موقع IMDb (الإنجليزية)
- سيبيل كارمين على موقع قاعدة بيانات برودواي على الإنترنت (الإنجليزية)